# Rio Branco do Sul
Rio Branco do Sul è un comune del Brasile nello Stato del Paraná, parte della mesoregione Metropolitana de Curitiba e della microregione di Curitiba.
Il comune venne fondato l'11 ottobre 1790 e si trova a 32 km dalla capitale dello Stato Curitiba.